# 查普曼 (蒙大拿州)
查普曼（英語：Chapman）是位於美國蒙大拿州菲利普斯縣的非建制地區。

## 歷史
查普曼的郵局於1929年設立，其後於1955年停運。

## 地理
查普曼所處的海拔為高於海平面823米（即2700英呎），而該地所採用的時區為UTC-6，即北美山地時區（MST）。同時該地設有夏令時間，為UTC-7調快一小時，即UTC-6（MDT）。